# (99986) 1981 ET28
(99986) 1981 ET28 es un asteroide perteneciente al cinturón de asteroides, descubierto el 1 de marzo de 1981 por Schelte John Bus desde el Observatorio de Siding Spring, Nueva Gales del Sur, Australia.

## Designación y nombre
Designado provisionalmente como 1981 ET28.

## Características orbitales
1981 ET28 está situado a una distancia media del Sol de 2,689 ua, pudiendo alejarse hasta 2,866 ua y acercarse hasta 2,512 ua. Su excentricidad es 0,065 y la inclinación orbital 11,20 grados. Emplea 1610,92 días en completar una órbita alrededor del Sol.

## Características físicas
La magnitud absoluta de 1981 ET28 es 15. Está asignado al tipo espectral.